# Suddivisioni di Roma
Il territorio di Roma Capitale è suddiviso secondo tre tipologie: amministrativa, urbanistica e storica o toponomastica. Ciascuna di queste tre suddivisioni copre l'intero territorio comunale senza sovrapposizioni. Con l'espansione edilizia della città sono poi sorte frazioni, borgate e altri toponimi di uso corrente, al di fuori delle denominazioni ufficiali, che non coprono l'intero territorio comunale e con possibili sovrapposizioni.
Tutti i confini urbanistici sono anche confini amministrativi, per cui ognuna delle 155 aree urbanistiche è contenuta in una ed una sola delle 15 aree amministrative. Le aree toponomastiche invece non hanno alcuna relazione con le aree urbanistiche né amministrative, potendo trovarsi a cavallo tra due di queste, come avviene in special modo in periferia.

## Suddivisione amministrativa
Le suddivisioni amministrative di Roma consistevano nella divisione dell'ampio territorio in venti circoscrizioni, istituite nel 1972. Nel 1992 la Circoscrizione XIV si è staccata da Roma per diventare il comune autonomo di Fiumicino.
Nel 2001 le rimanenti diciannove circoscrizioni sono divenute municipi, acquisendo maggiori poteri ma mantenendo la numerazione originaria.
Nel 2013 l'Assemblea Capitolina, secondo quanto previsto dallo Statuto di Roma Capitale, ha attuato il riordino dei municipi: il loro numero è quindi sceso da diciannove a quindici, in virtù dell'accorpamento dei municipi I-XVII, II-III, VI-VII e IX-X.

Vecchia suddivisione dei 19 municipi di Roma (2001-2013)
Gli attuali 15 municipi di Roma Capitale

## Suddivisione urbanistica

Mappa delle zone urbanistiche di Roma

La suddivisione urbanistica è rappresentata dalle 155 zone urbanistiche in cui sono ripartiti i Municipi di Roma. Sono state istituite nel 1977 a fini statistici e di pianificazione e gestione del territorio, secondo criteri di omogeneità dal punto di vista urbanistico. I confini sono individuati lungo le soluzioni di continuità più o meno marcate del tessuto urbano.

## Suddivisione toponomastica
rioni
     quartieri
     suburbi
     zone dell'Agro romano

Suddivisioni toponomastiche di Roma per colore:
rioni
quartieri
suburbi
zone dell'Agro romano

La suddivisione storica è composta di 116 comprensori toponomastici organizzati in quattro gruppi:
- 22 rioni che compongono il centro storico, istituiti nel Medioevo sulla base delle 14 regioni augustee e ampliati alla fine del XIX secolo, tutti compresi entro le Mura aureliane tranne Borgo e Prati. Sono codificati con la lettera R. e un progressivo in notazione numerica romana.
- 35 quartieri che circondano il centro storico fuori dalle Mura aureliane, compresi i tre "quartieri marini" in cui è suddivisa Ostia. Sono codificati con la lettera Q. e un progressivo in notazione numerica romana.
- 6 suburbi, territori oltre quartiere. Sono codificati con la lettera S. e un progressivo in notazione numerica romana.
- 53 zone a cavallo del GRA e fino ai confini comunali che, insieme ad altre 6 passate al comune di Fiumicino nel 1992, suddividono l'Agro romano. Sono codificate con la lettera Z. e un progressivo in notazione numerica romana.

Dopo l'istituzione dell'ultimo rione, Prati, a partire dal 1911 le aree di nuova urbanizzazione fuori dal centro storico furono suddivise a scopi statistici e anagrafici in quartieri e suburbi, i cui limiti furono individuati lungo le principali strade radiali e trasversali, con ripetute modifiche ai confini e nuove istituzioni fino al 1961, quando furono definite anche le zone dell'Agro romano.

## Frazioni
Si riportano qui le frazioni, distribuite nell'area dell'Agro romano, alcune delle quali derivanti dalle ex borgate. In alcuni casi, i toponimi delle frazioni coincidono con quelli di suddivisioni urbanistiche o toponomastiche.
- A: Acilia
- B: Borghesiana, Borgo Santa Fumia
- C: Casal Bernocchi, Casal Monastero, Casalpalocco, Casalotti, Case Rosse, Castel di Guido, Castel Fusano, Castel Porziano, Castello della Cecchignola, Castelverde, Centro Giano, Cesano di Roma, Colle Aperto, Colle dei Pini, Colle del Sole, Colle Monfortani, Colle Prenestino, Colle Regillo, Colle Salario, Corcolle
- D: Dragona, Dragoncello
- F: Falcognana, Finocchio, Fonte Laurentina, Fontignani, Fosso San Giuliano
- G: Giardinetti, Giardini di Corcolle
- I: Infernetto, Isola Farnese
- L: La Giustiniana, La Storta, Lunghezza
- M: Massimina, Monte dell'Ara-Valle Santa, Monte Migliore, Montespaccato, Mostacciano
- O: Olgiata, Osa, Osteria Nuova, Osteria del Curato, Ostia, Ostia Antica
- P: Palmarola, Pantan Monastero, Pantano Borghese, Piana del Sole, Ponte Galeria, Ponte Galeria-La Pisana, Ponte Linari, Prato Fiorito, Prima Porta
- R: Romanina, Rocca Cencia
- S: San Giorgio di Acilia, San Vittorino, Santa Maria di Galeria, Saxa Rubra, Schizzanello, Selvotta, Settebagni, Settecamini, Solfarata, Spallette, Spinaceto, Spregamore
- T: Tor Bella Monaca, Tor de' Cenci, Tor Vergata, Torre Angela, Trigoria
- V: Valle Castiglione, Valle Fiorita, Vallerano, Vallericca, Vermicino, Villa Spada, Villa Verde, Villaggio Breda, Villaggio Falcone, Villaggio Prenestino, Villaggio San Francesco, Vitinia

## Altri toponimi
Oltre ai toponimi usati per le zone urbanistiche e le suddivisioni toponomastiche, è sempre stato uso popolare nominare delle aree abitative più o meno ristrette con dei toponimi derivanti dalla presenza di un casale, di un monumento o, comunque, da una caratteristica primaria della zona stessa, sia essa un edificio, un monumento, o un personaggio particolare. Questi toponimi, insieme ad altri derivanti da aree abusive, piani di zona e lottizzazioni varie, sono qui elencati secondo le indicazioni del sito di Roma Capitale.
La gigantesca espansione nell'Agro iniziò nel primo dopoguerra con il sorgere di agglomerati di edilizia generalmente povera e abusiva, le borgate, a metà strada fra la città e la campagna, lungo le vie di penetrazione urbana. I toponimi rinviano generalmente a tenute o casali degli antichi latifondi. Una prima regolarizzazione di questi nuclei abitativi fu tentata con il piano regolatore del 1962, sul quale si stratificarono nei decenni successivi varianti e nuovi abusivismi, fino all'adozione del nuovo piano regolatore del 2008.

### Zone "O"
Le zone "O" sono le aree urbanistiche della periferia romana, individuate e perimetrate a partire dal 1979, che negli anni settanta conobbero uno sviluppo urbanistico incontrollato e abusivo con conseguenti gravi carenze infrastrutturali. Nella seconda metà del decennio le varie amministrazioni locali, con l'obiettivo di riunificare la città, hanno iniziato un piano di risanamento sia infrastrutturale che socio-amministrativo di ciascuna delle zone, costruendovi strutture fognarie, strade, illuminazione, la rete di gas metano e le scuole, sanando edifici abusivi e cercando di bloccare un'ulteriore espansione edilizia.
| 1  | Cesano (M.XV)                       | 2     | Osteria Nuova (M.XV)                | 3    | Torrione - Cerquetta (M.XV)                  |
| 4  | Santa Cornelia (M.XV)               | 5     | Sacrofanese Km. 3 (M.XV)            | 6    | Sacrofanese Km. 5 (M.XV)                     |
| 7  | Veientane Vetere (M.XV)             | 8     | Villa Spada - Fidene (M.III)        | 9    | Cinquina (M.III)                             |
| 10 | Palmarola - Selva Nera (M.XIV)      | 12    | Casalotti - Mazzalupo (M.XIII)      | 13   | Montespaccato (M.XIII)                       |
| 14 | Via Aurelia Km. 8 - 9 (M.XII)       | 15    | Colle Mentuccia (M.VI)              | 16   | Ponte di Nona (M.VI)                         |
| 17 | Prato Fiorito (M.VI)                | 18A   | Castelverde (M.VI)                  | 18B  | Osa S.Eligio (M.VI)                          |
| 19 | Giardini di Corcolle (M.VI)         | 20A-B | Massimina (M.XII)                   | 21   | Monte delle Capre (M.XI)                     |
| 22 | Tor Fiscale (M.VII)                 | 23    | Valle della Piscina (M.VI)          | 24   | Valle Fiorita - Capanna Murata (M.VI)        |
| 25 | Borghesiana Biancavilla (M.VI)      | 26    | Due Torri - Villa Verde (M.VI)      | 27   | Finocchio (M.VI)                             |
| 29 | Monti San Paolo (M.X)               | 30    | Centro Giano (M.X)                  | 31   | Valleranello (M.IX)                          |
| 32 | Mulino S. Felicola (M.IX)           | 33    | Lucrezia Romana (M.VII)             | 34   | Gregna S.Andrea - Osteria del Curato (M.VII) |
| 35 | Ponte Linari - Campo Romano (M.VII) | 36    | Centrone (M.VII)                    | 37   | Vermicino (M.VII)                            |
| 40 | Saline Collettore Primario (M.X)    | 41    | Longarina - Via Pernier (M.X)       | 42   | Dragona - Quartaccio (M.X)                   |
| 43 | Via Mellano - Valle Porcina (M.X)   | 44    | Madonnetta - Macchia Saponara (M.X) | 45   | Malafede (M.X)                               |
| 46 | Selcette - Trigoria (M.IX)          | 47    | Poggetto (M.IX)                     | 48   | Porta Medaglia (M.IX)                        |
| 49 | Castel di Leva (M.IX)               | 50A-B | Falcognana (M.IX)                   | 51   | Infernetto - Macchione (M.X)                 |
| 52 | Monte Migliore (M.IX)               | 54    | Oasi Santa Maura (M.VI)             | 55   | Carcaricola (M.VI)                           |
| 56 | Casal Boccone (M.III)               | 57    | Case Rosse (M.IV)                   | 58   | Corcolle Est (M.VI)                          |
| 59 | Tor Vergata - Passo Lombardo (M.VI) | 60A-B | La Romanina (M.VII)                 | 64   | Via della Pisana (M.XI)                      |
| 65 | Portuense Spallette (M.XI)          | 66    | Casal Selce (M.XIII)                | 67   | Via Boccea Km. 10, 11, 12 (M.XIV)            |
| 68 | San Giusto - Podere Zara (M.XIV)    | 70    | Grottone (M.VIII)                   | 71   | Schizzanello (M.IX)                          |
| 72 | Monte Michelangelo (M.VI)           | 80    | Divino Amore (M.IX)                 | 81   | Selvotta (M.IX)                              |
| 82 | Spregamore (M.IX)                   | 83    | Piazza Casati (M.XII)               | 84   | Via degli Estensi (M.XII)                    |
| 85 | Colle del Sole (M.VI)               | 86    | Prato Lungo (M.VI)                  | s.n. | Case Rosse B (M.IV)                          |

### Piani di zona
| 3V    | Settecamini (M.IV)                              | 6     | Spinaceto (M.IX)                      | 7    | Vigne Nuove (M.III)                |
| 10/11 | Casal de' Pazzi / Nomentano (M.IV)              | 11V   | Dragoncello (M.X)                     | 12   | Rebibbia (M.IV)                    |
| 13V   | Quartaccio (M.XIV)                              | 14V   | Laurentino (M.IX)                     | 20   | Ponte di Nona (M.VI)               |
| 22    | Tor Bella Monaca (M.VI)                         | 23    | Casilino 23 (M.V)                     | 38   | Laurentino 38 (M.IX)               |
| 39    | Grottaperfetta (M.VIII)                         | 40    | Vigna Murata (M.VIII)                 | 53   | Palocco (M.X)                      |
| 55    | Ostia Lido Nord (M.X)                           | 60bis | Colli Portuensi Nord (M.XII)          | 61   | Corviale (M.XI)                    |
| 83    | La Lucchina (M.XIV)                             | -     | -                                     | -    | -                                  |
| A5    | Spinaceto 2 (M.IX)                              | A7    | Idroscalo Lido di Roma (M.X)          | -    | -                                  |
| B4    | Castelverde (M.VI)                              | B5    | Rocca Fiorita (M.VI)                  | B16  | Selva Nera (M.XIV)                 |
| B20   | Cesano (M.XV), già Osteria del Curato 1 (M.VII) | B25   | Massimina (M.XII)                     | B32  | Torresina 1 (M.XIV)                |
| B33   | Quartaccio II (M.XIV)                           | B34   | Casale Rosso (M.V)                    | B35  | Massimina / Villa Paradiso (M.XII) |
| B36   | Acilia Saline (M.X)                             | B37   | Anagnina 2 (M.VII)                    | B38  | Muratella (M.XI)                   |
| B39   | Ponte Galeria (M.XI)                            | B40   | Piana del Sole (M.XI)                 | B41  | Settecamini / Casal Bianco (M.IV)  |
| B42   | Stagni di Ostia (M.X)                           | B43   | Borghetto dei Pescatori (M.X)         | B44  | Torresina 2 (M.XIV)                |
| B46   | Casale Rosso 2 (M.V)                            | B47   | La Storta Stazione (M.XV)             | B48  | Colle Fiorito (M.XIV)              |
| B49   | Pian Saccoccia (M.XIV)                          | B50   | Monte Stallonara (M.XI)               | B51  | Via Ponderano (M.XIV)              |
| B52   | Palmarolina (M.XIV)                             | -     | -                                     | -    | -                                  |
| C1    | Torraccia (M.IV)                                | C2    | Lunghezza (M.VI)                      | C6   | Tor Pagnotta (M.IX)                |
| C21   | Lunghezzina 2 (M.VI)                            | C22   | Casale Nei (M.III)                    | C23  | Pisana / Vignaccia (M.XII)         |
| C24   | Via Longoni (M.V)                               | C25   | Borghesiana / Pantano Borghese (M.VI) | C26  | Via di Tor cervara (M.IV)          |
| D4    | Casale del Castellaccio (M.IX)                  | D5    | Romanina (M.VII)                      | D6   | Osteria del Curato 2 (M.VII)       |
| D7    | Casal Monastero (M.IV)                          | D8    | Tor Vergata (M.VII)                   | s.n. | Monte Cucco e Trullo (M.XI)        |

### Lottizzazioni
| Capitan Bavastro         | Casal Boccone                  | Castel di Guido        | Grottarossa            |
| Grottarossa Via Flaminia | Infernetto Canale della Lingua | Malafede               | Lungotevere Papareschi |
| La Romanina              | Selva Nera                     | Settecamini Via Affile | Villaggio Giuliano     |

### Altri toponimi
Si riportano qui i toponimi che identificano aree urbane non ufficiali della città ma che racchiudono, spesso, la storia della crescita della città di fine Ottocento/inizio Novecento e nuovi toponimi derivanti dalla recente espansione urbana.
- A: Acilia Nuova, Acilia Saline, Acqua Acetosa, Acqua Acetosa Ostiense, Alberone, Anguillarese-Colle Due Pini, Arco di Travertino, Ardeatina-Millevoi, Axa
- B: Bagnoletto, Balduina, Belsito, Borgata del Trullo, Borgata Gordiani, Borgata Prenestina, Borgata Val Cannuta, Borghesiana Biancavilla, Borghetto dei Pescatori, Borghetto San Lazzaro, Borgo Clementino, Borgo Lotti, Borgo Sant'Isidoro, Bravetta
- C: Caffarella, Camilluccia, Capocotta, Casaccia, Casal Brunori, Casal del Marmo, Casal Lumbroso, Casale Nei, Case Basse, Case Bianche, Case Nuove, Caserma, Casetta Mattei, Castello di Porcareccia, Cecafumo, Cesano Stazione, Cinecittà Est, Cinquina, Città Giardino Aniene, Colle degli Abeti, Colle della Strega, Colle Monastero, Colle Sant'Agata, Colle Vaticano, Colli Aniene, Colli della Farnesina, Collina Fleming, Corcolle Alto, Corcolle Basso
- D: Delle Valli, Divino Amore, Due Ponti
- E: E42
- F: Ferratella, Fondi di Coazzo, Fondi di Monastero, Fontana Candida, Fonte Meravigliosa
- G: Grotte Celoni
- I : Idelbrando, Insugherata
- L: La Brava, La Parrocchietta, Laurentino 38, Le Pantanelle, Longarina, Lunghezzina
- M: Madonnetta, Magliana Nuova, Malagrotta, Mandriola, Mandrione, Marranella, Massimilla, Mazzini, Montagnola, Monte, Monte Antenne, Monte Arsiccio, Monte Ciocci, Monte Mario, Monte Mario Alto, Monte Verde Nuovo, Monte Verde Vecchio, Montebello, Monti dell'Ortaccio, Monti di Creta, Monti di San Paolo, Mostacciano A, Mostacciano B, Mostacciano C, Muratella
- N: Nuovo Salario, Nuovo Trastevere
- O: Ottavo Colle
- P: Paglian Casale, Palmarola Nuova, Pantano Borghese, Parco de' Medici, Pian dell'Olmo, Pigneto, Piramide, Pineta Sacchetti, Poggio d'Acilia, Poggio del Torrino, Ponte Bianco, Ponte di Nona, Porta di Roma, Portonaccio, Prati Fiscali, Prato della Signora, Prato Falcone, Prato Smeraldo
- Q: Quadraretto, Quadraro Vecchio, Quartaccio, Quarticciolo, Quartiere Africano, Quartiere Coppedè, Quartiere Sebastiani, Quarto Peperino, Quarto Sant'Eusebio
- R: Rebibbia, Roma 70
- S: Saline di Ostia, San Giovanni, San Giusto-Podere Zara, San Pietro, Sant'Alessandro, Santa Cornelia, Santa Maria del Soccorso, Santa Maria Nuova, Santa Serena, Sant'Onofrio, Selcetta, Selva Candida, Selva Nera, Stagni di Ostia, Statuario
- T: Talenti, Tenuta Piccirilli, Tiburtino III, Tiburtina Valley, Tor Carbone, Tor Pagnotta, Torresina, Torrevecchia, Tre Pini - Poggio dei Fiori, Trigoria Alta
- V: Valle, Valle Aurelia, Valle Giulia, Valle Muricana, Vigna Clara, Vigna Murata, Villa Certosa, Villini, Volusia